# Хаустович, Пётр Сильверстович
Пётр Сильверстович Хаустович (21 декабря 1901,  Слуцк, Минская губерния,  Российская империя — 21 мая 1972, Мичуринск, Тамбовская область, РСФСР, СССР) — советский военачальник, полковник (25.08.1942).

## Биография
Родился 21 декабря 1901 года в городе Слуцке Минской губернии. Белорус.

### Военная служба

#### Гражданская война
25 июля 1920 года добровольно вступил в РККА в городе Слуцк и зачислен красноармейцем в 15-й военный транспорт Западного фронта. В его составе писарем и врид адъютанта транспорта участвовал в Советско-польской войне, часть действовала в районах городов Лунинец, Пинск, Кобрин, Брест-Литовск. С ноября 1920 года проходил службу санитаром перевязочного отряда 4-й бригады 2-й стрелковой дивизии Западного фронта, в декабре 1920 года вступил в ВКП(б), с марта 1921 года был политруком этого отряда. Участвовал в ликвидации бандформирований в Минской и Гомельской губерниях.

#### Межвоенные годы
С сентября 1922 года Хаустович проходил службу политруком дивизионного лазарета 4-й стрелковой дивизии Западного фронта, с апреля 1923 года был заведующим клубом Минского, затем Витебского военных госпиталей, с января 1924 года — политруком Брянского военного госпиталя. В августе 1925 года он был назначен политруком 1-й роты 110-го стрелкового полка 37-й стрелковой дивизии ЗапВО (с октября 1926 г. - БВО) в городе Новозыбков. С сентября 1927 года по сентябрь 1928 года находился на Смоленских политических курсах военной подготовки политсостава, после возвращения в полк проходил службу политруком роты, командиром роты, начальником штаба батальона, помощником начальника штаба полка. С октября 1932 года и. д. заместителя начальника мобилизационной части штаба 37-й стрелковой дивизии.
В октябре 1934	года Хаустович был переведен в штаб округа на должность помощника начальника 2-го сектора 4-го отдела. В январе 1935 года он был назначен помощником начальника штаба 15-го стрелкового Витебского Краснознаменного стрелкового полка 5-й стрелковой дивизии БВО. В октябре того же года командирован на КУКС по разведке при Разведывательном управлении РККА, после их окончания в ноябре 1936 года назначен начальником штаба 81-го стрелкового полка 27-й стрелковой дивизии этого же округа в городе Витебск. В июне 1938 года майор  Хаустович был переведен в ЗакВО на должность начальника штаба 141-го горнострелкового полка 47-й горнострелковой дивизии в городе Кутаиси. С августа 1939 года командовал 290-м стрелковым полком 186-й стрелковой дивизии УрВО в городе Уфа. Вывел его на 1-е место в округе по боевой подготовке. Накануне войны в июне 1941 года дивизия вошла в состав 62-го стрелкового корпуса формируемой в округе 22-й армии. В период с 16 по 21 июня дивизия в составе армии была передислоцирована в район пгт Идрица (Псковская обл.).

#### Великая Отечественная война
В начале  войны в конце июня 1941 года армия начала выдвижение в район Полоцка и 2 июля передана в состав Западного фронта. 5 июля 1941 года полк под командованием подполковника  Хаустовича в составе дивизии вступил в бой на реке Западная Двина, восточнее Полоцка в районе Бешенковичи. 10 июля в бою под деревней Сиротино Витебской области он был тяжело ранен и эвакуирован в госпиталь Уральского военного округа, после излечения в октябре 1941 года назначен командиром 1196-го стрелкового полка формировавшейся в округе 359-й стрелковой дивизии. После завершения формирования дивизия убыла на Калининский фронт в состав 31-й армии. Первый бой 1196-й стрелковый полк под его командованием принял 1 декабря 1941 года в ходе Калининской оборонительной операции. В дальнейшем в ходе контрнаступления под Москвой в составе 359-й стрелковой дивизии участвовал в Калининской наступательной операции, в наступлении на ржевском направлении. Командир дивизии генерал-майор В. Р. Вашкевич высоко оценивал командирские качества подполковника П. С. Хаустовича.
В начале мая 1942 года подполковник  Хаустович вступил в командование 258-й стрелковой дивизией, находившейся на формировании в МВО. В начале сентября дивизия убыла на Воронежский фронт, где вошла в состав 40-й армии. 12 сентября, в связи с осложнением обстановки под Сталинградом, она была переброшена на Сталинградский фронт в район города Котлубань, где вошла в состав 1-й гвардейской армии. С 18 сентября ее части вели напряженные, кровопролитные бои в этом районе.
25 сентября 1942 года полковник  Хаустович был тяжело ранен и госпитализирован, после излечения в мае 1943 года зачислен в распоряжение Военного совета САВО. В августе того же года назначен начальником Алма-Атинского пехотного училища. С апреля 1944 года состоял в распоряжении ГУК НКО, затем в июле был направлен на 3-й Белорусский фронт на должность начальника штаба 88-й Витебской стрелковой дивизии. В конце июля назначен начальником штаба 174-й стрелковой дивизии. В составе 36-го стрелкового корпуса 31-й армии этого фронта участвовал в Белорусской, Вильнюсской наступательных операциях, в наступлении на гумбинненском направлении.
В конце ноября того же года полковник  Хаустович вступил в командование 220-й стрелковой Оршанской дивизией и воевал с ней до конца войны. В составе 31-й армии 3-го Белорусского фронта дивизия принимала участие в Восточно-Прусской, Инстербургско-Кенигсбергской наступательных операциях. В конце марта 1945 года в ходе разгрома хейльсбергской группировки противника она, действуя в составе 71-го стрелкового корпуса 31-й армии, вышла на побережье залива Фришес-Хафф и овладела года Хайлигенбайль (Мамоново). За отличия в боях в Восточной Пруссии дивизия была награждена орденом Суворова 2-й ст. На заключительном этапе войны она принимала участие в Пражской наступательной операции.
За время войны комдив Хаустович был пять раз персонально упомянут в благодарственных в приказах Верховного Главнокомандующего.

#### Послевоенное время
После войны в сентябре 1945 года дивизия была расформирована, а полковник  Хаустович был назначен начальником отдела вузов штаба ТавВО. С августа 1947 года в связи с оргмероприятиями состоял в распоряжении командующего войсками округа, затем в октябре был назначен начальником военной кафедры Мичуринского плодоовощного института им. И. В. Мичурина. В июле 1952 года освобожден от должности и зачислен в распоряжение командующего войсками Воронежского ВО. В октябре того же года уволен в запас.   Бессменный председатель совета ветеранов войны. Умер 21 мая 1972 года похоронен на мемориальном кладбище в городе Мичуринске.

## Награды
- орден Ленина (06.11.1945)[6][7]
- четыре ордена Красного Знамени (08.04.1942[8], 03.11.1944[9][7],  07.03.1945[10], 15.11.1950[7])
- орден Отечественной войны 1-й  степени (08.11.1944)[11]
  - медали в том числе:
  - «За оборону Москвы» (1945)
  - «За оборону Сталинграда» (10.08.1944)[12]
  - «За победу над Германией в Великой Отечественной войне 1941—1945 гг.» (1945)
  - «За взятие Кёнигсберга» (1945)
  - «За освобождение Праги» (1945)

Приказы (благодарности) Верховного Главнокомандующего в которых отмечен П. С. Хаустович.
- За прорыв мощной, долговременной, глубоко эшелонированной обороны противника в районе Мазурских озёр, считавшейся у немцев со времён первой мировой войны неприступной системой обороны, и овладение городами Бартен, Дренгфурт, Растенбург, Раин, Николайкен, Рудшанни, Пуппен, Бабинтен, Теервиш, превращёнными немцами в сильные опорные пункты обороны. 27 января 1945 года. № 258.
- За овладение штурмом городами Хайльсберг и Фридланд – важными узлами коммуникаций и сильными опорными пунктами обороны немцев в центральных районах Восточной Пруссии. 31 января 1945 года. № 267.
- За овладение  с боем  городами Ландсберг и Бартенштайн – крупными узлами коммуникаций и сильными опорными пунктами обороны немцев в центральных районах Восточной Пруссии. 4 февраля 1945 года. № 269.
- За овладение городом Хайлигенбайль — последним опорным пунктом обороны немцев на побережье залива Фриш-Гаф, юго-западнее Кёнигсберга. 25 марта 1945 года. № 309
- За завершение ликвидации окружённой восточно-прусской группы немецких войск юго-западнее Кёнигсберга. 29 марта 1945 года. № 317.